# Posse Comitatus (El ala oeste)
Posse Comitatus es el vigésimo segundo capítulo de la tercera temporada de la serie dramática El Ala Oeste.

## Argumento
El presidente recibe al Ministro de Defensa de Qumar, pero se niega a darle la mano. Horas después,  mientras asiste a una obra de teatro en Nueva York, ordenará su eliminación apelando a la ley Posse Comitatus, por el que un asesinato de estado debe ser avisado y aprobado convenientemente por los líderes de los principales partidos políticos así como por miembros de la Seguridad Nacional del gabinete y líderes de las Fuerzas Armadas. A pesar de no haber problemas, el presidente da la orden horrorizado y sintiéndose mal.
Por otro lado, el acosador de C.J. es detenido, dando vía libre a su relación con el Agente Especial Simon Donovan; pero todo se romperá por la tragedia. Tras dejarla en el teatro va a una tienda donde se está produciendo un atraco. Durante el mismo detiene a uno de los delincuentes, pero el otro lo mata de tres tiros. Muere en el acto, dejando a C.J. sumida en el dolor y la desesperación.
Mientras, Josh y Amy Gardner hablan de su futuro juntos. La segunda va a dimitir de su cargo, puesto que su jefe en el partido ha tumbado su iniciativa de evitar los incentivos al matrimonio. 
Por último, Charlie recomienda a una posible candidata para sustituir a la Señora Landingham: Deborah Fiderer, quién fue despedida de la Casa Blanca por haber contratado —y recomendado— al propio Charlie. A pesar de no estar brillante en su primera entrevista en el despacho oval, Charlie insistirá en su contratación.
Por último, y dado que Toby es de Nueva York, este y Sam idean un plan para evitar que el gobernador Ritchie pueda llegar en mitad de la obra, eclipsando la presencia del presidente: como ha visto un partido de los Nets, deciden modificar la caravana presidencial para provocar un gran atasco alrededor del estadio. Finalmente el gobernador llega casi al final de la representación y se entrevista con el presidente: le acusa de Snob y Elitista, y le promete hacerle la vida imposible.

## Curiosidades
- La canción de Leonard Cohen Hallelujah interpretada por Jeff Buckley es la que suena tras el asesinato de Simon Donovan[1]
- El nombre del capítulo se refiere al acta Posse Comitatus (ver enlace más abajo).

## Premios
- Nominado al mejor Director de Serie Dramática a Alex Graves (Premios Emmy)
- Nominado, al Mejor guionista a Aaron Sorkin (Premios Emmy)[1]